# TG1 3 minuti di...
TG1 3 minuti di... era un programma televisivo di genere rotocalco a frequenza quotidiana, in onda tra il 1986 e il 1992 su Rai Uno.
Era una rubrica condotta da Emilio Rossi a cura del TG1, trasmessa subito dopo l'edizione delle 13:30.
Trattava tematiche riguardanti vari argomenti: moda, salute, affari, libri, ambiente e spettacolo.

## Argomenti e rubriche per un giorno
- La rubrica di moda era curata da Paola Cacianti;
- La rubrica di borsa valori era curata da Enrico Castelli oppure da Stefano Camozzini;
- La rubrica sui libri era curata da Luigi Saitta;
- La rubrica dedicato all'ambiente era curata da Daniele Valentini;
- La rubrica di spettacolo era curata da Vincenzo Mollica;
- La rubrica di salute era curata da Manuela Lucchini.

Ogni servizio durava circa 3 minuti, ed ogni rubrica corrispondeva ad un giorno della settimana, dal lunedì al venerdì.
La sigla grafica mostrava una mano chiusa a pugno su sfondo nero, che alzava tre dita e poi compariva la scritta "3 minuti di...". L'immagine si posizionava in obliquo e il resto dello sfondo diventava azzurro con sfumature. Compariva una grafica identificante gli argomenti trattati. La sigla di coda mostrava l'insieme delle immagini identificanti gli argomenti, al centro c'era la scritta in sovrimpressione "FINE" ed era ripetuta 3 volte (quantità corrispondente ai minuti dei servizi). Successivamente compariva la scritta in sovrimpressione: "a cura della REDAZIONE CRONACA del TG1", (sostituito poi nel 1992 da Telegiornale Uno), bianca e sottolineata in blu.

## Tema musicale di apertura e chiusura
- Stay with Me degli Eighth Wonder, gruppo musicale fondato da Patsy Kensit.